# Olimpíada Alagoana de Matemática
A Olimpíada Alagoana de Matemática (OAM) é uma competição estadual de matemática promovida pelo Instituto de Matemática (IM) da Universidade Federal de Alagoas (Ufal) desde 2003.
A OAM tem como objetivos:
- Estimular e promover o estudo da matemática entre alunos do ensino básico e superior das redes pública e privada do estado;[3][2]
- Identificar jovens talentos e fornecer oportunidades para seu ingresso nas áreas científicas e tecnológicas;
- Contribuir para a melhoria do ensino da matemática no estado.

## Níveis e provas
A OAM é realizada em três níveis, de acordo com a escolaridade dos alunos:
- Nível I: para alunos matriculados na 5ª ou 6ª série do ensino fundamental;
- Nível II: para alunos matriculados na 7ª ou 8ª série do ensino fundamental;
- Nível III: para alunos matriculados em qualquer série do ensino médio;
- Nível universitário: para alunos matriculados em qualquer curso de graduação.

A OAM consiste em duas fases:
- Primeira fase: prova de múltipla escolha da Olimpíada Brasileira de Matemática (OBM) para todos os alunos inscritos;
- Segunda fase: prova dissertativa para os classificados da primeira fase.

## Edições e premiações
A OAM é realizada anualmente, geralmente no segundo semestre. As inscrições são gratuitas e podem ser feitas pelos professores ou pelos próprios alunos através do site do IM. A prova da segunda fase ocorre em diferentes polos do estado, como Maceió, Arapiraca, Delmiro Gouveia, Coruripe, Santana do Ipanema, Maragogi, Palmeira dos Índios e Penedo.
Os melhores alunos de cada nível da OAM recebem medalhas de ouro, prata e bronze, além de certificados. Os medalhistas também são convidados a participar do Núcleo de Treinamento Intensivo (NuTI) do IM, onde recebem preparação para competições nacionais e internacionais de matemática. Além disso, os melhores alunos da OAM são indicados para fazer a prova da OBM, que seleciona os representantes do Brasil para olimpíadas internacionais como a IMO (Olimpíada Internacional de Matemática).
A edição de 2021 da OAM teve inscrições abertas até 20 de novembro e a prova ocorreu em 27 de novembro em uma única etapa presencial para os níveis I, II e III e virtual para o nível universitário¹. A solenidade de premiação da edição de 2022 da OAM ocorreu no dia 9 de março de 2023, no auditório Oscar Sátyro, no Campus Maceió do Instituto Federal de Alagoas.

## Competição Edmilson Pontes
A partir de 2021, a OAM passou a se chamar Competição Edmilson Pontes, em homenagem ao professor Edmilson Motta Moreira Pontes, que faleceu em 2020. Edmilson Pontes foi um dos fundadores do IM e um dos idealizadores da OAM, além de ter sido um grande incentivador das olimpíadas de matemática no estado. A mudança de nome foi uma forma de reconhecer sua contribuição e seu legado para a matemática alagoana.